# Евдокимов, Василий Михайлович
Василий Михайлович Евдокимов (род. 14 января 1928 года в Николаеве) — советский и украинский баянист, дирижёр и педагог, заслуженный работник культуры УССР (1973), профессор (1992).

## Биография
Участвовал в боях Великой Отечественной войны. В 1958 году окончил Одесскую консерваторию (класс баяна Л. С. Шаврука, дирижирование — В. В. Ефремова), где с тех пор остался преподавать.
В 1969—1983 годах — декан оркестрового факультета, на протяжении 1983—2008 годов — заведующий кафедрой народных инструментов, одновременно — художественный руководитель и главный дирижёр оркестра народных инструментов при Академии. Учредил международный фестиваль мастеров игры на народных инструментах под названием «Южная Пальмира».
По совместительству в 1956—1968 годах работал преподавателем, заведующим отделом народных инструментов музыкального училища, в течение 1968—1974 годов — художественным руководителем народного оркестра баянистов Дома культуры профтехобразования, в то же время — ансамбля «Гармоника» при Филармонии.
Осуществлял гастроли в Австрии, Германии, Польше, Финляндии.
Является одним из основателей одесской баянно-аккордеонной школы.
Среди воспитанников — И. Д. Ергиев, В. А. Мурза, А. В. Сокол.